# Löb Scheuer
Juda Löb Scheuer, auch Jehuda Löb Scheuer, Judah Löb Abraham Scheuer oder Löb Aron Scheuer (* 1733 in Frankfurt am Main; † 24. Januar 1821 in Düsseldorf), war ab 1779 Landesrabbiner des Herzogtums Jülich-Berg, ab 1806 Landesrabbiner im Großherzogtum Berg. Im Königreich Preußen, dem staatlichen Rahmen seiner Tätigkeit ab 1815, fungierte er bis zu seinem Tod als Rabbiner der jüdischen Gemeinde Düsseldorfs. Er bildete 42 Jahre lang zahlreiche Schüler aus, von denen viele selbst Rabbiner wurden.

## Leben
Scheuer, Sohn des Rabbiners Aron-Arend Scheuer und dessen Ehefrau Caroline Schiff, war ab 1776 Vize-Landesrabbiner der Grafschaft Lippe in Detmold, ehe er 1779 zum Landesrabbiner des Herzogtums Jülich-Berg mit Sitz in Düsseldorf bestellt wurde. Als im Zuge des Ersten Koalitionskriegs in den Jahren 1794/1795 das Linke Rheinufer von der Französischen Republik besetzt und in der Folgezeit annektiert wurde, verkleinerte sich sein Sprengel auf das Gebiet des Herzogtums Berg. Als 1806 das Großherzogtum Berg entstand, wurde den jüdischen Vorständen auch im verbleibenden Gebiet das Exekutionsrecht für die Kultussteuer entzogen. Sein Amt übte Scheuer zunächst unentgeltlich weiter aus.
In einem Schreiben vom 10. Juli 1809 stellte Scheuer gegenüber der neuen Regierung seine Sprengelgrenzen, Rabbinerfunktionen und Gebühren dar und beantragte das Oberrabbinat für das ganze Großherzogtum Berg. Hiervon riet der Düsseldorfer Maire Maximilian August von Scharfenstein genannt von Pfeil in einem Gutachten vom 9. November 1809 ab, weil dem Rabbiner „das allgemeine Urtheil, wohl Rechtschaffenheit, aber ihm durchaus kein[en] Geist, oder sonst nöthige Fähigkeiten zuspricht“. Auch habe er, voll von Vorurteilen, sich jüngst gegen die Reform des Begräbniswesens aufgelehnt. Weiter heißt es dort: Scheuer „ist ein alter finsterer Mann, an die 70 Jahr, der zu wenig Bildung hat, als daß er seine Gemeinde-Gliedern durch Gottesdienstliche, oder auch durch Gelegenheits-Reden erbauen könnte, er versteht nicht einmal die Deutsche Sprache, um sich in derselben seiner Zuhörer vertraulich zu machen“. Scheuers Personalie zog sich hin. Erst ab 1811 bewilligte ihm der bergische Innenminister Johann Franz Joseph von Nesselrode-Reichenstein das Gehalt für das rechtsrheinische Drittel des früheren Herzogtums Jülich-Berg.

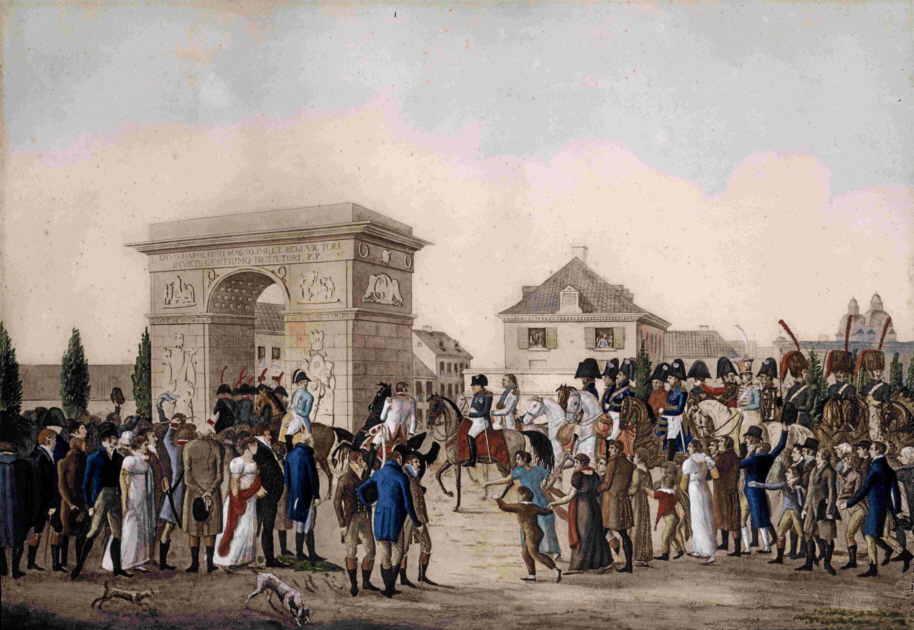
Einzug Napoleons in das mit einer Nachbildung des Arc de Triomphe festlich geschmückte Düsseldorf, 1811

In jenem Jahr hatte er die Ehre, gemeinsam mit einem katholischen und einem evangelischen Geistlichen Napoleon Bonaparte, den Kaiser der Franzosen und Regenten des Großherzogtums, bei dessen Staatsbesuch in Düsseldorf als Vertreter der Bürgerschaft zu begrüßen. Scheuer, der von der Bürgerschaft zu ihrem Sprecher erkoren war, begrüßte den Kaiser – wohl mit Blick auf dessen Code civil, welcher die jüdische Emanzipation gefördert hatte – als „neuen Cyrus“. Darauf soll dieser geantwortet haben: „Vor Gott sind alle Menschen Brüder. Sie sollen einander lieben und helfen, ohne Rücksicht auf die Verschiedenheit des Glaubens.“
Überliefert ist, dass Scheuer als großer Gelehrter galt und eine große Zahl von Schülern ausbildete. Seine Stadtgemeinde von gut 200 Seelen habe er friedlich zu entwickeln und durch schwierige Zeiten zu führen gewusst. Am 24. März 1792 konnte er die klassizistische Düsseldorfer Synagoge einweihen, die ab 1790 nach Plänen von Peter Joseph Krahe – samt seiner Rabbinerwohnung im Vorderhaus – an der Kasernenstraße errichtet worden war. Im Februar 1798 beschnitt er dort den späteren Schriftsteller Heinrich Heine, einen Cousin seines Schwiegersohns Joseph Lambert Cohen (1763–1809). Am 26. Februar 1808 weihte er als bergischer Landesrabbiner die Essener Synagoge an der II. Weberstraße ein.
Mit seinem linksrheinischen Amtskollegen, dem Konsistorial-Oberrabbiner Löb Carlburg in Krefeld, pflegte Scheuer einen „regen wissenschaftlichen Verkehr“. Zu seinem Tod lobte ihn dieser in Trauerreden, die 1886 gedruckt wurden. Nach dem Wunsch der Düsseldorfer Gemeinde sollte Carlburg nach dem Tode Scheuers den Krefelder Sprengel mit dem Düsseldorfer vereinigen und seinen Sitz in Düsseldorf nehmen. Obwohl Carlburg die verwaiste Gemeinde in Düsseldorf zu rituellen Fragen weiter beriet, war er auch nach Verhandlungen nicht dazu bereit, den Wunsch der Düsseldorfer Gemeinde zu erfüllen, wohl wegen deren damals zerrütteten Verhältnissen. Scheuers Rabbinat blieb bis zum Amtsantritt von Jacob Rosenberg im Jahr 1837 vakant.
Scheuer war verheiratet mit Henriette Schiff aus Frankfurt am Main. Vögele, die Tochter des Paars, heiratete Joseph Lambert Cohen, den Sohn von Liebermann Cohen und Jente van Geldern (~1722–1784), einer Schwester des Arztes und jülich-bergischen Judenschaftsvorstandes Gottschalk van Geldern sowie Enkelin des jülich-bergischen Hoffaktors Joseph Jacob van Geldern. Abraham (1787–1863), der Sohn Scheuers, wurde Kaufmann und heiratete Henrietta Haas aus Arnheim. Zu deren Kindern zählte Leonhard Scheuer (1828–1891), zusammen mit Daniel Fleck (≈1823–1896) Teilhaber des Düsseldorfer Bankhauses D. Fleck & Scheuer.

## Zitat
„Er war ein grosser Gelehrter (ein Korb voller Bücher), bescheiden und demüthig, bekleidete das Amt eines Land-Rabbiners von Jülich-Berg, später des Grossherzogtums Berg, allein 42 Jahre lang zum Heil und Segen der Gemeinde, deren friedliche Entwickelung er in schwierigen Zeiten zu fördern wusste, hielt Viele von der Sünde zurück, bildete eine grosse Zahl von Schülern aus, von denen viele wieder selbst ein Rabbinat bekleideten. Er lebt im Andenken der Gemeinde fort durch die vielen schönen Lehren und Forschungsresultate, welche an seinem Namen geknüpft sind, und durch den frommen Lebenswandel, den er stets geführt hat.“